# Koningin Elisabethwedstrijd 2014 (voor zang)
De Koningin Elisabethwedstrijd 2014 (voor zang) was de achtste editie van de Koningin Elisabethwedstrijd voor zang en vond plaats tussen 14 en 31 mei 2014. Voor deze editie werden 73 kandidaten geselecteerd voor de eerste ronde.

## Juryleden
De jury stond ook deze keer weer onder voorzitterschap van Arie Van Lysebeth.
In alfabetische volgorde waren de juryleden: June Anderson, Renée Auphan, Maria Bayo, Teresa Berganza, Marius Brenciu, Iain Burnside, Marc Clémeur, Peter de Caluwe, Helmut Deutsch, Serge Dorny, Sophie Karthäuser, Christoph Prégardien en José van Dam.

## Eerste ronde (14 - 16 mei)
In de eerste ronde toonden 64 kandidaten hun kunnen door het uitvoeren van twee werken naar keuze (opera-aria's, oratoriumaria's, Lieder of melodieën) uit verschillende tijdperken en in verschillende talen.

## Halve finale (18 - 20 mei)
Na de eerste ronde werden er 24 kandidaten geselecteerd voor de halve finale.

## Finale (28 – 31 mei)
De volgende 12 finalisten traden in deze volgorde op:
- 28 mei: Jodie Devos - Emoke Baráth - Levente Páll
- 29 mei: Sarah Laulan - Hyesang Park - Daniela Gerstenmeyer
- 30 mei: Chiara Skerath - Hansung Yoo - Sumi Hwang
- 31 mei: Seung Jick Kim - Sheva Tehoval - Yu Shao

## Slotconcert
Het slotconcert met de zes prijswinnaars vond plaats op 10 juni 2014.

## Prijzen
De gewone prijzen werden plechtig uitgereikt door koningin Mathilde op 3 juni 2014, zoals gebruikelijk op de terreinen van de Muziekkapel Koningin Elisabeth.
- Eerste prijs, Grote Internationale Prijs Koningin Elisabeth, Prijs Koningin Mathilde (€ 25.000): Sumi Hwang
- Tweede prijs, Prijs van de Belgische Federale Regering, (€ 20.000) met concertaanbiedingen: Jodie Devos
- Derde prijs, Prijs Graaf de Launoit (€ 17.000) met concertaanbiedingen: Sarah Laulan
- Vierde prijs, Prijs van de Gemeenschapsregeringen van België, dit jaar aangeboden door de Duitstalige Gemeenschap (€ 12.500) met concertaanbiedingen: Yu Shao
- Vijfde prijs, Prijs van het Brussels Hoofdstedelijk Gewest (€ 10.000) met concertaanbiedingen: Hyesang Park
- Zesde prijs, Prijs van de Stad Brussel (€ 7.000) met concertaanbiedingen: Chiara Skerath
- Niet gerangschikte laureaten (€ 4000): Emoke Baráth, Daniela Gerstenmeyer, Seung Jick Kim, Levente Páll, Sheva Tehoval, Hansung Yoo